# ゼノサーガ エピソードII to III a missing year
『ゼノサーガ エピソードII to III a missing year』（ゼノサーガ エピソード ツー トゥ スリー ア ミッシング イヤー）とは、モノリスソフトが制作し、バンダイナムコゲームスが発売したPlayStation 2用ロールプレイングゲームのシリーズであるゼノサーガシリーズの公式サイトにて限定公開されたFLASH動画である。正式名称は『ゼノサーガ エピソードII to III a missing year〜U.M.N.に封印されし真実の断片〜』。
なお、本項目では公式コンプリートガイドに掲載されたノベルズ版を基に記載している。

## 概要
この作品は『ゼノサーガシリーズ』の外伝であり、限定公開が終了した後は本編第三作目の『ゼノサーガ エピソードIII［ツァラトゥストラはかく語りき］』の「公式コンプリートガイド」にノベルズ版が収録されている。
また、この作品にはメインキャラクターであるケイオス、Jr.、M.O.M.O.、ジギーは未登場であり、メインで登場するのは今作の主役であるジン・ウヅキの他、シオン・ウヅキとKOS-MOSだけである。

## 音楽について
FLASH動画版のBGMは梶浦由記が担当している。サウンドトラックは販売されていないが、海外のゼノファンにより無料で配布しているサイトもある。
ED曲名は『Please Call My Name』。歌手はEmily Bindigerである。後に梶浦由記のアルバム“FICTION II”に『my long forgotten cloistered sleep』という曲名で収録された。

## ストーリー
物語はエピソードIIの半年後、エピソードIIIの数ヶ月前にあたる、グノーシス・テロ事件から始まる。
ジン・ウヅキは接触委員会のユリ・ミズラヒの依頼により、惑星フェルセア第二都市ゴーラサスを壊滅させたグノーシスの調査に乗り出していた。
その時に対峙した「ゲーティア」と呼ばれる少年。反U.M.N.を掲げる地下組織「スキエンティア」に所属する謎の女性、「ドクトゥス」。そして"グリモアの少女"と呼ばれる金の髪の少女「ネピリム」。
これらの邂逅により、ジンの妹であるシオンは大いなる転換を迎えることとなる。

## キャラクター
ジン・ウヅキ
本作の主人公。35歳。元は故郷の第二ミルチアで古書店を営んでいたが、昔の因縁とシオンとの関わりにより、事件に巻き込まれていく。
シオン・ウヅキ
ジンの妹。ゼノサーガシリーズのエピソードIとIIIの主人公である。この時点ではまだヴェクター・インダストリーに所属している。
KOS-MOS
ヴェクターが開発した対グノーシス専用ヒト型掃討兵器。エピソードII中期以降ver.2からver.1,1と呼ばれる局地戦仕様の躯体になっている。
ユリ・ミズラヒ
プロジェクトゾハルを推進していた接触委員会の代表の一人。ジンに惑星フェルセアのグノーシス・テロの調査を依頼する。また、事態の収拾のためにヴェクターから研究用に預かっていたアニマの器を搭載したE.S.ルベンをジンに預ける。
ドクトゥス
反連邦組織「スキエンティア」に所属する謎の女性。アンドロイドであり、KOS-MOSを大破させるほどの能力を所持している。たまにラテン語でしゃべる時がある。
ネピリム
シオンの前に度々現れる茶の髪とインディゴブルーの瞳を持つ少女。今回は金髪の少女がその名で呼ばれているが･･････？
グリモア・ヴェルム
グノーシス・テロ事件の張本人とされている謎の男性。「ネピリム」を探し求めている。
アルマデル
幼いシオンと懇意にあった少女。過去のトラウマから、ジンとシオンの父親であるスオウ・ウズキによく似ているジンに怯える描写がある。

## 製作スタッフ
- 原案・監修 : 高橋哲哉
- FLASH版脚本 : 米坂典彦
- ノベライズ版脚本 : 竹田裕一郎
- 音楽 : 梶浦由記
- デザイン：麦谷興一 (CHOCO)

### キャスト
※（）は担当声優
- ジン・ウヅキ（田中秀幸）
- シオン・ウヅキ（前田愛）
- KOS-MOS（鈴木麻里子）
- ユリ・ミズラヒ（進藤尚美）
- ドクトゥス（朴璐美）
- アルマデル（川澄綾子）
- グリモア・ヴェルム（土師孝也）
- 百式レアリエン（野中藍）
- 謎の少年(ゲーティア)（瀧本富士子）
- スオウ・ウヅキ（中多和宏）
- 艦長（幹本雄之）
- スキエンティアエージェントA（羽多野渉）
- スキエンティアエージェントB（山本泰輔）
- スキエンティアエージェントC（酒巻光宏）
- ネピリム（冬馬由美）